# Крутояр (Саратовская область)
Крутояр — село в Екатериновском районе Саратовской области. Административный центр Крутоярского сельского поселения.

## География
Расположено в 23 километрах от районного центра Екатериновки.

## История
В 1800 году барин Фоктов переселил на пустовавшие здесь земли 20 семей с Хопра. Поселение назвали Хопринкой. Среди первых жителей были Володины, Самохины, Муромцевы, Глуховы. Несколько позже село назвали Крутояром.
До 1917 года в Хопринке (Крутояре) имелась приходская школа. После революции в центре села открылась четырехлетка, в 1948 году она стала семилетней. Через десять лет школьное здание сгорело, местный колхоз построил новую, которая просуществовала до 1978 года.
Укрупнение не миновала Крутояра, в 1958 году его присоединили к колхозу имени Ленина.
В 1967 году образовался совхоз «Коммунист», и все окрестные села вошли в его состав с центральной усадьбой в Крутояре. Возглавлял совхоз Н. Н. Воеводин, затем Б. А. Шабаев. В последующие годы здесь возвели самый крупный в районе овцекомплекс на 12 тысяч голов, животноводческий комплекс на 2000 КРС, построили водопровод, около 200 жилых домов, в Крутояре здание новой школы на 320 учащихся, в Первомайском — восьмилетку, начальную школу в Советском, медпункт, пять магазинов, два мехтока для очистки зерна.
В начале 1980-х годов завершена газификация, заасфальтирована центральная улица Крутояра.
В 1995 году совхоз «Коммунист» был переименован в ТО, а затем в СХПК"Крутоярский", руководит им Е. Г. Егоров, работавший до этого здесь главным агрономом."Крутоярский" крупнейший производитель зерна, валовой сбор хлеба ежегодно достигает 10 тысяч тонн и более.